# Россия сосредотачивается
«Нет, Россия не сердится, Россия сосредотачивается». В словах этих заключена целая политическая программа, санкционированная Александром II. «Россия сосредотачивается»... Слова эти сразу же стали крылатыми и произвели большое впечатление в Европе.
Крымская война 1853-1856 была Россией проиграна. Катастрофа... Выбор стратегии был невелик: подчиниться воле победителей или... Слова Горчакова «Россия не сердится — Россия сосредотачивается» заставили вздрогнуть европейцев, но при этом не дали повода к новой агрессии.
«Россия сосредотачивается» — известная фраза главы МИД Российской империи Александра Михайловича Горчакова, написанная им в циркулярной депеше, содержание которой посольствам было приказано довести до сведения иностранных правительств.

«Россию упрекают в том, что она изолируется и молчит перед лицом таких фактов, которые не гармонируют ни с правом, ни со справедливостью. Говорят, что Россия сердится. Россия не сердится, Россия сосредотачивается.»

«La Russie ne boude pas; elle se recueille»

Депеша была отправлена вскоре после поражения России в Крымской войне и подписания Парижского мирного договора — в это время отношения страны с противостоявшими ей державами сделались весьма холодными. В иностранной печати расхожим стало мнение, что «Россия сердится». Ответом и стала депеша.
В депеше были изложены основные принципы внешней политики Российской империи в тот период, а именно: отказ от дальнейшей поддержки принципов, утверждённых Священным Союзом, и активного участия в международных делах. Депеша вызвала бурную реакцию в Европе. Иностранная пресса писала, что Россия готовится к новой войне.
Циркуляр и его ключевая фраза — принципиальный новый подход к внешней политике, в условиях тяжелейшего положения России:

Россия той поры была страной, пережившей поражение в Крымской войне и раздираемой внутренними смутами.
После блистательной победы в Отечественной войне правительство Александра I не воспользовалось её плодами, напротив, национальные интересы страны приносились в жертву умозрительным принципам так называемого «легитимизма», то есть своеобразного «дворянского интернационала» той эпохи. В 1848 году венгры подняли восстание против Австрийской империи. А Николай I послал в Венгрию войска, которые восстание подавили. Итогом стал поистине «крестовый поход» Западной Европы против нашего отечества, скромно именуемый «Крымской войной». Нет, на небольшом русском полуострове разыгрывалась лишь малая часть той поистине мировой войны. Против России поднялись Великобритания (почти треть тогдашнего мира), Французская империя с её многолюдными колониями, Османская империя, обнимавшая тогда весь нынешний Ближний Восток, Италия, а также с недвусмысленной угрозой выступили на наших западных границах Швеция, Пруссия и Австрия — недавно спасённая Россией от развала.
Поражение России казалось ужасным, такого не переживала наша страна со времён «смутного времени». Многие полагали тогда у нас и особенно на Западе, что страну ждёт судьба провинциального Московского царства на восточных окраинах Европы. В этих условиях тогда внешнеполитическую линию России возглавил князь Александр Горчаков. И показал, как можно свершить высший стратегический успех — превратить поражение в победу.
В качестве принципиальной декларации новых принципов внешней политики России появился знаменитый в мировой дипломатической истории документ — так называемый «циркуляр Горчакова» от 21 августа (2 сентября) 1856 года. Политика России, объявлялось там, впредь будет «национальна», то есть русское правительство не намерено жертвовать интересами страны во имя каких-либо отвлечённых принципов и обязательств. Главная задача ныне — «развитие внутренних сил страны».
— Сергей Николаевич Семанов, 2006 год

«Россия сосредотачивается» — популярное геополитическое высказывание. Принцип сосредотачиваться (думать) перед важным делом берёт истоки в древней китайской традиции. Получил широкое распространение в западной цивилизации, в фундаменте которой аристотелевская логика. В России часто в начале берутся «за дело», а только потом начинают думать.— Дергачев В.А., Геополитика. Русская геополитическая энциклопедия, 2010 год
16 января 2012 года, в преддверии президентских выборов, Владимир Путин опубликовал статью в газете «Известия» под названием «Россия сосредотачивается — вызовы, на которые мы должны ответить».

Мне уже приходилось упоминать эту фразу в одной из статей в «Лидовых новинах». У одного впечатлительного читателя, как он сам признался на форуме газеты, после её прочтения забегал мороз по коже. Впрочем, этот читатель не одинок. 150 лет назад британская пресса писала, что Россия «копит силы для новой войны». Но до войны ли было тогда России? — Natallia Sudlianková, Rusko v globalni politice, 2006 год